# Gratot
Gratot é uma comuna francesa na região administrativa da Normandia, no departamento Mancha. Estende-se por uma área de 10,76 km². Em 2010 a comuna tinha 673 habitantes (densidade: 62,5 hab./km²).